# (7639) Offutt
(7639) Offutt ist ein Asteroid des äußeren Hauptgürtels, der am 21. Februar 1985 vom Astronomenteam des Oak-Ridge-Observatoriums (IAU-Code 801) entdeckt wurde.
Benannt wurde er am 11. Februar 1998 nach dem US-amerikanischen Amateurastronomen Warren B. Offutt (1928–2017), dessen Beobachtung des Uranusmonds Sycorax an seinem privaten W & B-Observatorium in Cloudcroft in New Mexico wesentlich zu dessen genauer Bahnbestimmung beitrug.
Der Himmelskörper gehört zur Themis-Familie, einer Gruppe von Asteroiden, die nach (24) Themis benannt wurde.